# جورج فازيو
جورج فازيو (بالإنجليزية: George Fazio)‏ هو لاعب غولف أمريكي، ولد في 12 نوفمبر 1912 في فيلادلفيا في الولايات المتحدة، وتوفي في 6 يونيو 1986 في جوبيتر في الولايات المتحدة بسبب سرطان.